# 薩巴納格蘭德 (佩塞區)
薩巴納格蘭德（西班牙語：Sabanagrande），是巴拿馬的城鎮，位於該國中南部，由埃雷拉省的佩塞區負責管轄，面積58.4平方公里，海拔高度115米，2010年人口1,591，人口密度每平方公里27.2人。